# Anapausis wollastoni
Anapausis wollastoni is een muggensoort uit de familie van de Scatopsidae. De wetenschappelijke naam van de soort is voor het eerst geldig gepubliceerd in 1970 door Cook.